# Kherwara Chhaoni
Kherwara Chhaoni is een census town in het district Udaipur van de Indiase staat Rajasthan. 

## Demografie
Volgens de Indiase volkstelling van 2001 wonen er 6642 mensen in Kherwara Chhaoni, waarvan 52% mannelijk en 48% vrouwelijk is. De plaats heeft een alfabetiseringsgraad van 72%. 